# جنوب غرب وولفرهامبتون (دائرة انتخابية في المملكة المتحدة)
جنوب غرب وولفرهامبتون  (بالإنجليزية: Wolverhampton South West)‏ هي إحدى الدوائر الانتخابية في المملكة المتحدة الممثلة في مجلس العموم في برلمان المملكة المتحدة.
عضو البرلمان الذي يمثلها حالياً هو :Rob Marris (Lab).